# Micromeria bourlieri
Micromeria bourlieri là một loài thực vật có hoa trong họ Hoa môi. Loài này được Maire & Le Lièvre mô tả khoa học đầu tiên năm 1921.